# Atlas marianus
L‘Atlas marianus est un monumental ouvrage de topographie sacrée, recensant de manière exhaustive toutes les représentions iconographiques miraculeuses de la Vierge Marie connues au XVIIe siècle. Paru en latin sous sa forme définitive en 1672, l’Atlas est l‘œuvre du père jésuite allemand Wilhelm Gumppenberg.

## Titre
La première édition du livre publié à Munich en 1672, portait comme titre complet : Atlas Marianus, sive de imaginibus Deiparae per orbem Christianum miraculosis .

## Genèse et élaboration
En 1650, le père jésuite Wilhelm Gumppenberg, alors prédicateur à Trente, fait connaître à ses supérieurs religieux son intention de réaliser un inventaire des images miraculeuses de la Vierge Marie. La nature du projet le rattache à un genre particulier, la topographie sacrée, qui consiste dans l’énumération et la description de lieux de pèlerinages, de reliques ou d’iconographie réputée miraculeuse. L'Atlas Marianus s'en distingue toutefois par son extension géographique : tandis que les ouvrages qui relèvent de ce genre portent habituellement sur des ensembles géographiques bien précis (une cité, une province, un royaume), Gumppenberg entendait proposer au lecteur un inventaire mondial recensant toutes les images miraculeuses de la Vierge Marie qui existaient de par le monde. Cette ambition d’universalité et d’exhaustivité conduisit Gumppenberg à solliciter l’aide de l’ensemble de ses confrères de la Compagnie de Jésus : en 1655 il publia l'Idea Atlantis Mariani, à la fois description de l’œuvre à venir et appel à contributions, dont les 600 exemplaires furent envoyés aux recteurs des collèges jésuites.
Si l'écho rencontré par cette initiative fut très variable selon les régions, le réseau des informateurs de Wilhelm Gumppenberg s'accrut progressivement pour atteindre plus de 270 correspondants à la fin des années 1660.
L'ampleur de la tâche et les difficultés matérielles conduisirent cependant Gumppenberg à proposer dans un premier temps une version préparatoire de son œuvre : publiée simultanément en latin et en allemand entre 1657 et 1659, elle recense et décrit 100 images miraculeuses de la Vierge.
La version définitive, forte de 1200 notices, parait en latin en 1672.

## Nature et fonctions de l'Atlas'
Conformément aux règles régissant les topographies sacrées, l'Atlas Marianus, qu’il s'agisse de sa version courte ou longue, se présente comme une suite de notices où chacune des images miraculeuses fait l'objet d’un historique plus ou moins développé rapportant les apparition mariales qui y sont liées, ses miracles et le culte dont elle fait l'objet. L'apparente simplicité du propos et son caractère répétitif ne doivent cependant pas occulter le fait qu’il s'agit d’une œuvre complexe, combinant plusieurs objectifs et dont les différentes versions sont destinées à des publics bien précis. L'Atlas Marianus est d'abord un ouvrage de théologie post-tridentine qui souligne l’universalité de la dévotion mariale et entend démontrer la licéité du culte des images en multipliant les exemples de miracles opérés par leur intermédiaire. Il est également un livre de dévotion, qui offre aux fidèles catholiques un panorama des pèlerinages mariaux. Ce caractère est particulièrement marqué dans la version courte, qui propose, en même temps que des notices, des gravures représentant les images miraculeuses en question. Plus que de simples illustrations, celles-ci sont appelées à devenir des supports de dévotion, permettant au lecteur d'effectuer en esprit et de cœur une multitude de pèlerinages qu'il lui serait impossible d'accomplir dans la vie réelle.
Publiée en latin uniquement, la version longue était à l'inverse destinée à un public savant : théologiens, prédicateurs, enseignants. C’est à leur intention que Gumppenberg a confectionné un système d’index très perfectionné (il occupe près de 200 pages), qui combinait toutes sortes de critères – lieux et époques de découverte des images, identité des inventeurs, matière des images, etc. – et faisait de l'Atlas l'instrument d'une véritable science du surnaturel, destinée à réfuter à la fois les critiques protestantes, mais également celles des philosophes de la nature qui tendaient alors à réduire, voire à refuser, l'hypothèse d'une intervention directe de Dieu dans le monde terrestre.

## Postérité de l'œuvre
L'ampleur de l’inventaire, son extension géographique et la qualité de sa documentation sont autant de facteurs qui expliquent la remarquable postérité éditoriale de l'Atlas Marianus. Outre les rééditions proprement dites, l'Atlas Marianus fit l’objet de plusieurs traductions et adaptations : traduction en allemand de la version longue (1673), traduction-adaptation en hongrois (1690) et en tchèque (1704), réédition abrégée de la version longue en allemand (1717). Un siècle et demi plus tard, le prêtre italien Agostino Zanella reprit le chantier ouvert par Gumppenberg en publiant une nouvelle version de l’Atlas, en douze volumes, qui ajoutait au corpus initial quantité de nouvelles images miraculeuses, italiennes pour l'essentiel. En France, l'abbé Jean-Jacques Bourassé choisit d'inclure les trois cents premières notices de la version longue dans la compilation mariologique qu'il publia entre 1862 et 1866. Plus récemment, la version courte de l'Atlas Marianus a fait l'objet d’une édition critique bilingue (texte original allemand et traduction française).

## Éditions successives
- 1655: Idea Atlantis Mariani de Imaginibus miraculosis B. V. Mariae, Trente, Carlo Zanetti, 1655. (publication de ce qui est le projet de l'Atlas marianus)
- 1657-59: Atlas Marianus sive de Imaginibus Deiparae per Orbem Christianum Miraculosis, auctore Guilielmo Gumppenberg, 4 t., 1657-1659 (t. I et II publiés par Georg Haenlin à Ingolstadt et Lucas Straub à Munich, t. III et IV publiés par Johann Ostermeyer à Ingolstadt). (la version courte de l'Atlas)
- 1672: Atlas Marianus, quo sanctae Dei genitricis Mariae imaginum miraculosarum origines duodecim historiarum centuriis explicantur, Munich, Johann Jaecklin, 1672. (Version définitive et complète des 1200 notices, parue en allemand et en latin)

### Édition française moderne
- Le texte: Atlas Marianus de Wilhelm Gumppenberg, édition et traduction par Nicolas Balzamo, Olivier Christin et Fabrice Flückiger, avec la collaboration de Laurent Auberson, Naïma Ghermani et Anton Serdeczny, Neuchâtel, Éditions Alphil (Presses universitaires suisses), 2015.
- Des essais sur l'Atlas: Marie Mondialisée. L’Atlas Marianus de Wilhelm Gumppenberg et les topographies sacrées de l’époque moderne, sous la direction d’Olivier Christin, Fabrice Flückiger et Naïma Ghermani, Neuchâtel, Éditions Alphil (Presses universitaires suisses), 2014, 256pp